# Temple de Jupiter Anxur
Le temple de Jupiter Anxur (Jupiter Enfant) est un temple romain construit au Ier siècle av. J.-C. au sommet du Monte Sant'Angelo, dans la cité ausone de Terracine. Il est établi sur une suite d'imposantes terrasses dont les substructions sont en opus incertum. Il constitue dans l'Antiquité un important sanctuaire dans le paysage religieux du Latium, sur lequel plusieurs sources littéraires nous sont parvenues. Malgré cette renommée antique, les incertitudes quant à son architecture, ses phases exactes de construction et les divinités qui y étaient vénérées, demeurent la conséquence d'une histoire de la recherche archéologique épisodique et ancienne par ses méthodes de terrain. Aujourd'hui la recherche converge vers l'idée que le sanctuaire n'était pas dédié à Jupiter Anxur, mais plutôt à Féronia et à Venus Obsequens.

## Situation du sanctuaire et phases d'occupation du site

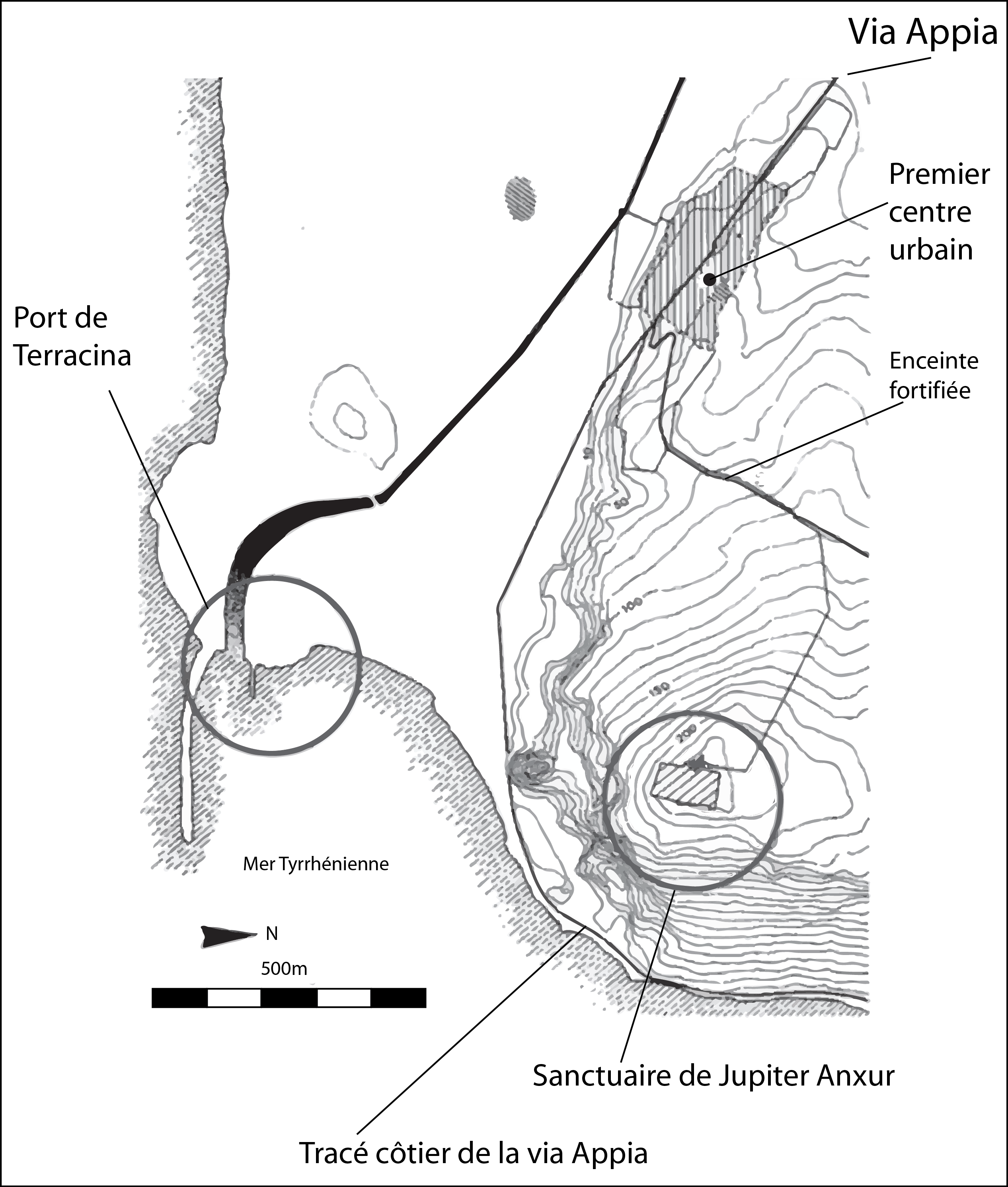
Localisation du sanctuaire par rapport au centre urbain de Terracina

Le temple est établi au sommet du Monte Sant'Angelo, désigné à l'époque romaine comme mons neptunius, qui culmine à 227 m au-dessus du niveau de la mer. L'éminence constitue l'extrémité de la chaîne des monts Ausons qui court jusqu'à la mer Tyrrhénienne et borde la région des marais pontins.
Le mont domine le centre urbain de Tarracina (Terracine moderne), fondé par les Ausones, puis conquis par les Volsques qui renomment la ville Anxur, avant la conquête finale de la cité par Rome à la fin du Ve siècle av. J.-C., dans le cadre des guerres romano-sabelliennes. La cité devient colonie romaine en 312 av. J.-C. durant la censure de Appius Claudius Caecus. L'acropole du Monte Sant'Angelo est alors bordée par la via Appia nouvellement construite. C'est de cette époque que datent les premiers terrassements en appareil polygonal, contemporains de l'établissement probable d'un premier culte oraculaire au sommet, sans pour autant qu'un temple soit érigé.
Durant la deuxième moitié du IIe siècle av. J.-C., une réfection de la zone s'opère et voit l'érection d'une série de bâtiments adossés à la matrice rocheuse du mont, formant l'ensemble appelé « petit temple ».
L'époque de Sylla, au début du Ier siècle av. J.-C., voit émerger plusieurs grands conflits en Italie : d'une part la guerre sociale, mais aussi la guerre civile qui oppose le dictateur au général et homme politique Marius. C'est de ces premières décennies, entre 100 et 70 av. J.-C., que date la monumentalisation spectaculaire de l'acropole : une grande enceinte en opus incertum est établie, ainsi qu'un camp militaire servant à contrôler la voie appienne voisine.
Au cours de l'époque tardo-républicaine et impériale, le sanctuaire subit plusieurs destructions et reconstructions successives. Des vestiges notables sont encore conservés en élévation à l'époque médiévale, ce qui vaut au sanctuaire le surnom de « palais de Théodoric », en référence au roi ostrogoth de l'Antiquité tardive ayant régné sur une partie de l'Italie. Un monastère bénédictin s'implante dans la zone du petit temple durant le Haut Moyen Âge, dédié à l'archange saint Michel (San Michele Arcangelo), donnant son nom actuel à l'éminence. Plusieurs édifices religieux décorés de fresques sont édifiés au cours du Moyen Âge. La zone du camp militaire, quant à elle, semble avoir conservé sa fonction première, puisque des tours quadrangulaires sont établies sur le site pour le défendre au cours du XIIIe siècle. La zone fut définitivement abandonnée à la fin du XVIe siècle, à l'époque ou Terracina se dépeuple progressivement.
Les premières fouilles sur le site eurent lieu à la fin du XIXe siècle, en 1894, sous la direction de L. Borsari et de Pio Capponi, à l'époque où le lieu est encore désigné dans la tradition locale comme étant un « Palais de Théodoric ». À la suite de la découverte, les travaux furent repris par Luigi Borsari, à partir de 1896.

## Organisation du sanctuaire

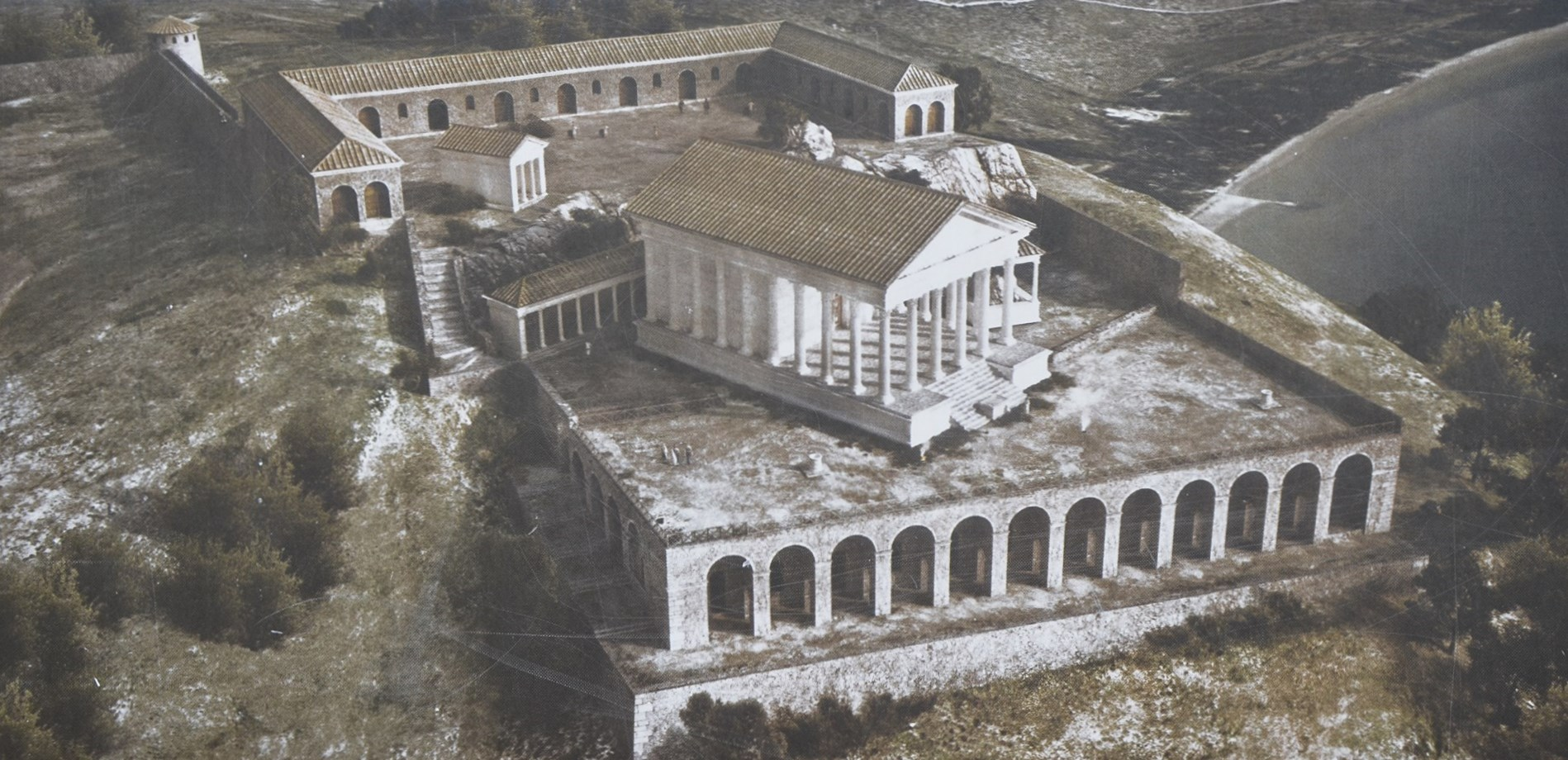
Reconstitution du sanctuaire de Jupiter Anxur

Le sanctuaire, dans son état d'époque syllanienne, comprend une terrasse supérieure, le « campo trincerato », dont la fonction est principalement militaire, une terrasse inférieure, qui abrite le grand temple et le sanctuaire oraculaire, et la terrasse ouest qui abrite le petit temple, ainsi qu'une série de chambres voûtées, ornées de fresques médiévales du fait de la réoccupation de l'endroit par le couvent bénédictin.

### Le «campo trincerato»
La partie la plus haute du sanctuaire correspond à une zone fortifiée, identifiée comme un camp militaire. Elle est dotée d'une enceinte dotée de neuf tours circulaires qui protègent le sanctuaire et le relient à l'acropole de la cité. Le camp était constitué d'une place bordée par un triportique ouvert sur le sud, bordé d'un chemin de ronde, et doté d'une série de citernes pour l'eau. À l'angle sud-ouest de la place se trouve un petit temple prostyle distyle in antis (en).

### Le temple
La terrasse inférieure soutient l'établissement du grand temple. Il s'agit d'un temple pseudopériptéral hexastyle (6 x 10 colonnes sur les côtés, dont 6 demi-colonnes engagées dans les murs de la cella), parfaitement orienté nord - sud, en désaxement par rapport à l'orientation de la terrasse.
Le temple mesure 18,70 x 32,58 m, il repose sur un large podium disposant d'un escalier central à 12 marches, au centre duquel se trouvait probablement un autel. Le pronaos, de dimensions quasi identiques à celles de la cella, est formé de six colonnes corinthiennes en calcaire en façade, et de quatre colonnes sur chaque côté.
La cella est presque de plan carré, elle mesure 14,10 x 13,60 m. Sa décoration extérieure est rythmée par les colonnes engagées dans son parement. Sa décoration intérieure est constituée d'une mosaïque de telles blanches bordée de noir. On connaît au moins une phase antérieure à l'état actuel, attestée par l'épaississement du mur de fond de la cella, à la suite d'un probable incendie survenu dans le temple. 

### La grande terrasse
La grande terrasse sur laquelle repose le temple est en partie établie dans la roche naturelle. Elle est fermée au nord par un long portique reprenant le même axe d'implantation que celui du temple. Le portique est adossé à la roche formant un ressaut naturel menant vers la terrasse supérieure. Le portique repose sur une crèpis à trois degrés. L'édifice servait à accueillir les pèlerins et abritait probablement des activités commerciales liées au culte et des salles de repos pour les voyageurs.
À l'est du temple se trouvait l'entrée du sanctuaire oraculaire : il s'agissait d'une roche naturelle, isolée, percée d'une cavité. La roche fut recouverte d'un petit édicule quadrangulaire en opus incertum coiffé de 4 colonnes de terre cuite. Les chapiteaux étaient d'ordre ionique et en travertin.
Au pied de cette roche, une favissa fut aménagée, les fouilles de 1894 y mirent au jour un considérable ensemble d'ex-voto en plomb. L'espace de ce sanctuaire oraculaire est enclos d'un mur de péribole l'isolant du grand temple. On y accédait de fait par l'extrémité orientale du portique.
À l'ouest de la terrasse, un escalier permettait d'accéder à trois salles voûtées au niveau inférieur de la terrasse. Ces salles donnaient sur un ensemble de couloirs souterrains parcourant les substructions, ainsi que sur un cryptoportique. La façade sud de la terrasse était constituée de 12 grandes arcades. Les couloirs intérieurs de la terrasse, larges de 3,5 m, étaient pour partie décorés d'enduits peints. Une cavité souterraine naturelle située sous la terrasse servait probablement au sanctuaire oraculaire, comme l'attestent les travaux de régularisation de son sol et de ses parois à l'époque romaine.
La façade ouest de la terrasse conserve encore les traces d'un vaste mur en appareil polygonal, datant des premières phases d'occupation du sanctuaire, peut-être à l'époque archaïque ou classique, qui fut ensuite recouvert par la grande terrasse d'époque syllanienne.

### Le «petit temple»
La terrasse occidentale est le lieu d'établissement de l'édifice appelé « petit temple ». C'est le lieu d'arrivée du chemin antique menant à la ville romaine. Le temple est adjacent à un ensemble de pièces voûtées en opus incertum. Les structures romaines sont dans cette partie du site récupérées par le monastère médiéval bénédictin. La décoration peinte de l'édifice permet de dater l'ensemble du troisième quart du IIe siècle av. J.-C. (premier style pompéien, imitant un revêtement de plaquage de marbre). La situation précise des édifices cultuels de la terrasse occidentale est encore mal comprise, du fait de la récupération de l'espace par les constructions médiévales. Il s'agit probablement de la première phase monumentale du sanctuaire, avant la réfection datant de l'époque de Sylla.

### La divinité vénérée: Jupiter ou Vénus?
L'identification traditionnelle du temple comme étant dédié à Jupiter Anxur (Jupiter Enfant), divinité poliade de Terracina et probablement objet d'autres cultes dans la ville basse, fut récemment remise en question par la découverte d'une inscription portant le nom de la divinité Vénus, associée à des objets cultuels et votifs (notamment des colombes en pâte de verre) portant des incisions à Venus Obsequens.
Le petit temple, le plus ancien était en effet probablement dédié à la déesse Féronia, culte qui fut introduit dans la région pendant l'époque de domination volsque au Ve siècle av. J.-C. ; ce culte est par ailleurs attesté à d'autres endroits de la ville, où la documentation littéraire évoque un bois sacré et un fanum Feroniae, près du Monte Leano. L'hypothèse formulée actuellement consiste à dire que les édifices les plus anciens, du IIe siècle av. J.-C., construits sur la terrasse du petit temple, sont dédiés à Feronia / Vénus, tandis que les terrasses sous-jacentes sont quant à elles vouées à un culte oraculaire.
La réfection monumentale du sanctuaire, après la victoire de Sylla qui plaçait son action sous la protection de Vénus, (le dictateur prend en effet le second cognomen de Felix (« fortuné, chéri des dieux », qu'il explique lui-même comme « protégé de Vénus ») prendrait ainsi une signification plus claire.

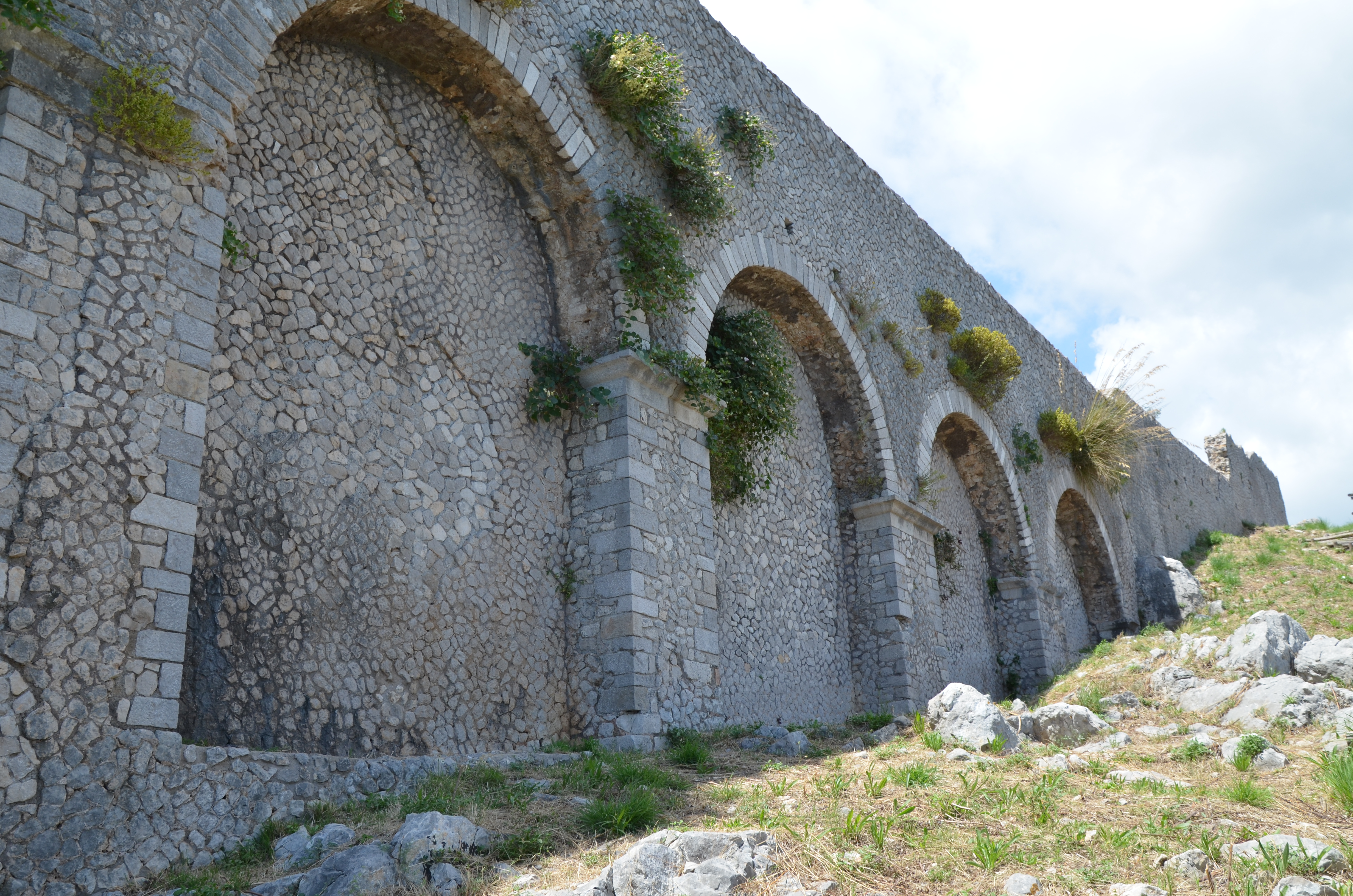
Vue des substructions en opus incertum

## Architecture
Le sanctuaire de Terracina s'insère dans le cadre des grands sanctuaires républicains du Latium, construits entre les années 150 et 50 av. J.-C.. Ces sanctuaires sont appelés sanctuaires en terrasse dans la littérature archéologique, du fait de leur aménagement scénographique : vue dominante sur le paysage, étagement des constructions, systèmes de terrasses puissantes, axialité des édifices. On peut citer par exemple les sanctuaires de Praeneste ou ceux de Pietravairano et de Pietrabbondante.
Ces sanctuaires utilisent une technique alors récente à Rome, celle de l'opus caementicium, le ciment romain, mêlant à l'architecture hellénistique et classique (ordres ionique et corinthien) les éléments de la construction romaine. Les sanctuaires en terrasse ont des origines débattues, mais il semblerait qu'ils puisent leur inspiration dans différents modèles monumentaux hellénistiques, comme Pergame. L'association de grandes colonnades pour la partie frontale des temples, l'absence de colonnades arrière (périptères sine-postico ou pseudo-périptères), la présence de grands portiques encadrant les édifices de culte, sont des caractéristiques majeures de ces ensembles monumentaux.